# Benz & Cie.
Benz & Cie. (s polnim imenom Benz & Cie. Rheinische Gasmotorenfabrik in Mannheim) je nekdanje nemško avtomobilsko podjetje, ki ga je ustanovil Karl Benz leta 1883. Podjetje je delovalo samostojno do leta 1926, ko se je združilo s podjetjem Daimler-Motoren-Gesellschaft v Daimler-Benz (danes Mercedes-Benz).
Pod imenom Benz AG je podjetje sodelovalo na dirkah za Veliko nagrado med sezonama 1907 in 1923 z dirkalnikom Benz RH. Skupno so dirkači zbrali petintrideset nastopov na dirkah, na katerih so dosegli tri zmage in še devet uvrstitev na stopničke. Prvo zmago je dosegel Victor Hémery na dirki St. Petersburg-Moskva 1908, drugi dve pa je dosegel David Bruce-Brown na dirkah za Veliko nagrado ZDA v letih 1910 in 1911. Za tovarniško moštvo so na dirkah nastopali še Clemente de Bojano, Dietrich Spamann, Fritz Erle, René Hanriot, Franz Heim, Eddie Hearne, Willie Haupt, Erwin Bergdoll, Bob Burman, Joe Horan, de Moraes, Franz Horner, Ferdinando Minoia in Willy Walb.

## Proizvodi
- Benz Patent Motorwagen